# Fukushima United FC
 Fukushima United FC (em japonês, 福島ユナイテッドFC Fukushima Yunaiteddo Efushī) é um clube de futebol japonês, sediado em Fukushima. Disputa, desde 2014, a J3 League (terceira divisão nacional).

## História
O clube foi fundado em 2006 pela fusão de dois clubes: o FC Pelada Fukushima e o Junkers.
Na JFL (na época a terceira divisão do futebol japonês), o Fukushima ficou em 14º lugar entre 18 agremiações. Com a criação da J3 League em 2014, foi remanejado para a nova competição, terminando a primeira temporada em 7º, posição repetida na edição seguinte.

## Estádio
A equipe utiliza o Fukushima Azuma Stadium, que possui capacidade para 21.000 lugares, para mando de seus jogos.